# Нормативна економија
Нормативна економија проучава пожељности и прихватљивости неког економског исхода. Изучава шта и како треба мијењати, са циљем постизања најбољег могућег или жељеног исхода. Обично се користи за вредновање политике.

## Основне карактеристике
Нормативна економија укључује етичке прописе и судове о вриједности. Могу се поставити питања попут: Треба ли држава давати новац сиромашнима?, Треба ли се буђетски дефицит смањивати вишим порезима или мањом потрошњом? и слично. На ова и слична питања нема ни тачних ни погрешних одговора, јер она укључујући перцепцију различитих људи који имају различите етичке и моралне погледе. Таква питања се рјешавају политичким одлукама, а не економском науком.